# صحة أدولف هتلر

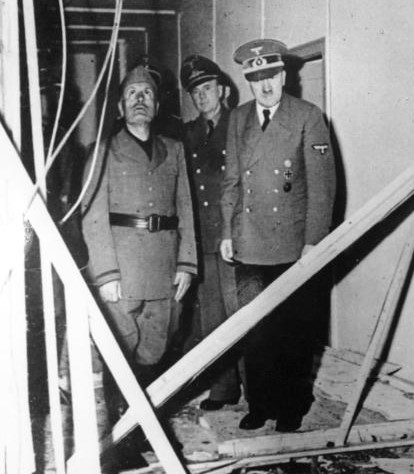
زار بينيتو موسوليني مقر هتلر في "فولفسشانزه" قرب راستنبورغ (كيترزين) في شرق بروسيا يوم 20 يوليو. يظهر في الصورة ممرّ الثكنة المدمّر (في الخلفية، يظهر الدكتور بول شميدت، مترجم موسوليني).

لطالما كانت صحة أدولف هتلر موضوعًا مثيرًا للجدل، وخضعت صحته الجسدية والعقلية للفحص.
خلال أيام شبابه، كانت صحة هتلر جيدة بصورة عامة، بصرف النظر عن قلة ممارسته للرياضة وتغذيته السيئة، التي حوّلها فيما بعد إلى تغذية نباتية. حتى في ذلك الحين، وعلى الرغم من ذلك، فإن هتلر كان يملك أسناناً قوية جدًا لأكل الحلويات، ويستطيع أكل كعكات كريمة عديدة في مرة واحدة. لاحقًا، وبسبب التوتر والضغط من كونه الفوهرر (كلمة ألمانية تعني القائد)، القائد الأعلى ولواء الحرب في ألمانيا، بدأ هذا التوتر يؤتي ثماره، فبدأت صحته بالتدهور على نحو لم يتعافَ منه حقًا. تفاقمت حالته بسبب العديد من الأدوية والجرعات التي كان يقدمها له طبيبه غير التقليدي، ثيودور موريل، وكذلك وسواس هتلر المرضي نفسه، وهاجسه بقصر عمره، وخوفه من السرطان، المرض الذي قتل أمه، أخذت صحة الدكتاتور بالتراجع باستمرار حتى موته بالانتحار في عام 1945.
بحلول وقت ظهوره العلني الأخير قبل أيام فقط من وفاته، في حديقة الرايخ الجديدة في مبنى الاستشارية، حيث استعرض وهنّأ المراهق فولك ستورم (عاصفة الشعب) وجنود شباب هتلر على جهودهم في معركة برلين ضد الجيش السوفيتي الأحمر، كان هتلر منحنيًا، يجر قدميه عندما يمشي، ولا يستطيع منع يده اليسرى التي كان يضعها خلف ظهره، من الارتجاف. كانت عيناه زجاجيتين، بشرته دهنية، وكلامه بالكاد يُسمع أحيانًا، كان يبدو أنه أكبر بكثير من عمره الفعلي، الذي كان ستة وخمسون عامًا، وبالكاد يشبه المتحدث الجماهيري الذي قاد الحزب النازي إلى السلطة.
يقدمها له طبيبه غير التقليدي، ثيودور موريل، وكذلك وسواس هتلر المرضي نفسه، وهاجسه بقصر عمره، وخوفه من السرطان، المرض الذي قتل أمه، أخذت صحة الدكتاتور بالتراجع باستمرار حتى موته بالانتحار في عام 1945.
بحلول وقت ظهوره العلني الأخير قبل أيام فقط من وفاته، في حديقة الرايخ الجديدة في مبنى الاستشارية، حيث استعرض وهنّأ المراهق فولك ستورم (عاصفة الشعب) وجنود شباب هتلر على جهودهم في معركة برلين ضد الجيش السوفيتي الأحمر، كان هتلر منحنيًا، يجر قدميه عندما يمشي، ولا يستطيع منع يده اليسرى التي كان يضعها خلف ظهره، من الارتجاف. كانت عيناه زجاجيتين، بشرته دهنية، وكلامه بالكاد يُسمع أحيانًا، كان يبدو أنه أكبر بكثير من عمره الفعلي، الذي كان ستة وخمسون عامًا، وبالكاد يشبه المتحدث الجماهيري الذي قاد الحزب النازي إلى السلطة.

## الصدمة

### الحرب العالمية الأولى
خلال الحرب العالمية الأولى، خَدَم هتلر عدّاء إيفاد لفوج قائمة الجيش البافاري، في ليلة 13-14 أكتوبر من عام 1918، كان هو ورفاقه ضحايا هجوم بغاز الخردل قرب إيبرس، بلجيكا. كانوا يغادرون مخبأهم للتراجع عندما وقع الهجوم، الذي سبب لهم العمى جزئيًا. تلقى هتلر العلاج الأولي في فلاندرز، وفي 21 أكتوبر أُرسِل إلى المستشفى العسكري في بيس ووك بالقرب من شتيتين في بوميرانيا. عَلِم هتلر أن ألمانيا قد طلبت حلفاء من أجل هدنة. كما عَلِم أن الثورة كانت تلوح في الأفق، وادعى هتلر لاحقًا أنه وفي أثناء فترة تعافيه في بيس ووك أصبح معاديًا شديدًا للسامية، رغم أن المؤرخين يعدون هذا غير محتملًا، خاصة عندما أشار هتلر إلى تحوله من منظور رؤيته التي تلقاها. غادر المستشفى في 19 نوفمبر، أي بعد ثمانية أيام من الهدنة.

### محاولة اغتيال عام 1944
نتيجة لمحاولة اغتيال هتلر في 20 يوليو 1944 (إذ نجا من انفجار قنبلة في مقره عرين الأسد)، ثُقبت طبلات أذنه، وجُرح جروحًا سطحية عديدة، متضمنةً بثورًا وحروقًا ومئتا شظية خشب على يديه ورجليه، وجروحًا على جبهته، وخدوشًا وتورمًا في ذراعه اليسرى، وذراعه اليمنى؛ التي كانت منتفخة ومؤلمة ويصعب رفعها، ما جعله يستخدم يده اليسرى لتحية بينيتو موسوليني، الذي وصل في ذلك اليوم لحضور اجتماع قمة مُجَدْوَل مسبقًا. كان ثقب طبلة الأذن هو أخطر هذه الإصابات. بعد أسابيع، كان الدم لا يزال يتسرب من ضمادات هتلر، وقد عانى من آلام حادة في الأذن اليمنى، وكذلك فقدان حاسة السمع. استغرقت طبلة أذنه عدة أسابيع للشفاء، عانى خلالها هتلر من دوار وفقدان التوازن، ما جعله يميل يمينًا عندما يمشي. إضافةً إلى ذلك، كان ضغط دمه مرتفعًا. كانت إحدى النتائج غير العادية أن ارتعاش هتلر في يديه ورجله اليسرى، التي أصابته بنحو متزايد لبعض الوقت، خفَّت لفترة بعد الانفجار، التي عزاها موريل إلى الصدمة العصبية، ثم عاد الارتعاش في يديه ورجله اليسرى في منتصف سبتمبر.